# Ctenogobiops
Genre
Ctenogobiops est un genre de poissons de la famille des Gobiidae.

## Liste des espèces
Selon World Register of Marine Species (17 déc. 2015)
- Ctenogobiops aurocingulus (Herre, 1935)
- Ctenogobiops feroculus Lubbock & Polunin, 1977
- Ctenogobiops formosa Randall, Shao & Chen, 2003
- Ctenogobiops maculosus Fourmanoir, 1955
- Ctenogobiops mitodes Randall, Shao & Chen, 2007
- Ctenogobiops phaeostictus Randall, Shao & Chen, 2007
- Ctenogobiops pomastictus Lubbock & Polunin, 1977
- Ctenogobiops tangaroai Lubbock & Polunin, 1977
- Ctenogobiops tongaensis Randall, Shao & Chen, 2003